# Philodromus aryy
Philodromus aryy es una especie de araña cangrejo del género Philodromus, familia Philodromidae. Fue descrita científicamente por Marusik en 1991.

## Distribución
Esta especie se encuentra en Rusia (desde Urales al Lejano Oriente) y China.